# 神田錦町
神田錦町（かんだにしきちょう）は、東京都千代田区の地名。現行行政地名は神田錦町一丁目から神田錦町三丁目。住居表示に関する法律に基づく住居表示は未実施である。

## 地理
千代田区北部に位置し、神田地域に属する。町域北部は神田小川町・神田神保町にそれぞれ接する。東部は本郷通りに接しこれを境に内神田・神田美土代町にそれぞれ接する。南部は日本橋川に接し、これを境に大手町に接する。西部は白山通りに接し、これを境に一ツ橋に接する。神田錦町は商業地としてオフィスビルや商店が多く立ち並び、近年は投資用マンションが目立つようになった他は学校が複数見られる。東部の神田錦町一丁目の東側は本郷通りに接している。中部の神田錦町二丁目はオフィスビルなどがある。西部の神田錦町三丁目の西側は白山通りに接し、中央を東西に千代田通りが通っている。

## 歴史

### 地名の由来
錦（にしき）の名は、ここに旗本の一色（いっしき）氏（幸手一色家）（三河国一色荘を本貫の地とする）の本家と分家の屋敷が2軒あり、「二色町」と表されていたからという説がある。

## 世帯数と人口
2025年（令和7年）3月1日現在（千代田区発表）の世帯数と人口は以下の通りである。
| 丁目           | 世帯数  | 人口    |
| -------------- | ------- | ------- |
| 神田錦町一丁目 | 378世帯 | 473人   |
| 神田錦町二丁目 | 283世帯 | 455人   |
| 神田錦町三丁目 | 311世帯 | 404人   |
| 計             | 972世帯 | 1,332人 |

### 人口の変遷
国勢調査による人口の推移。
| 年                 | 人口  |
| ------------------ | ----- |
| 1995年（平成7年）  | 451   |
| 2000年（平成12年） | 386   |
| 2005年（平成17年） | 582   |
| 2010年（平成22年） | 741   |
| 2015年（平成27年） | 824   |
| 2020年（令和2年）  | 1,184 |

### 世帯数の変遷
国勢調査による世帯数の推移。
| 年                 | 世帯数 |
| ------------------ | ------ |
| 1995年（平成7年）  | 179    |
| 2000年（平成12年） | 153    |
| 2005年（平成17年） | 364    |
| 2010年（平成22年） | 514    |
| 2015年（平成27年） | 589    |
| 2020年（令和2年）  | 822    |

## 学区
区立小・中学校に通う場合、学区は以下の通りとなる（2017年8月現在）。なお、千代田区の中学校では学校選択制度を導入しており、区内全域から選択することが可能。
- 区域 : 一丁目、二丁目、三丁目　各全域
  - 小学校 : 千代田区立お茶の水小学校
  - 中学校 : 千代田区立麹町中学校 または 千代田区立神田一橋中学校

## 交通
町域内の中央部東西に神田警察通りが通っている。また三丁目の中央を千代田通りが東西に通っている。また南端の日本橋川上には首都高速都心環状線があり、当地付近に神田橋出入口がある。
町域内に鉄道駅はないが、北西側には神保町駅があり、北側には、小川町駅、淡路町駅、新御茶ノ水駅、御茶ノ水駅が、西側には竹橋駅が、南側には大手町駅が、北東側方面には神田駅があり、利用できる。

## 事業所
2021年（令和3年）現在の経済センサス調査による事業所数と従業員数は以下の通りである。
| 丁目           | 事業所数  | 従業員数 |
| -------------- | --------- | -------- |
| 神田錦町一丁目 | 239事業所 | 8,425人  |
| 神田錦町二丁目 | 164事業所 | 4,743人  |
| 神田錦町三丁目 | 494事業所 | 16,555人 |
| 計             | 897事業所 | 29,723人 |

### 事業者数の変遷
経済センサスによる事業所数の推移。
| 年                 | 事業者数 |
| ------------------ | -------- |
| 2016年（平成28年） | 924      |
| 2021年（令和3年）  | 897      |

### 従業員数の変遷
経済センサスによる従業員数の推移。
| 年                 | 従業員数 |
| ------------------ | -------- |
| 2016年（平成28年） | 26,867   |
| 2021年（令和3年）  | 29,723   |

## 施設

### 神田錦町一丁目
- 東京天理教館
- 天理教錦江大教会
- 大鵬薬品工業
- 金剛薬品
- 東京都薬剤師会館
- 日清製粉グループ本社
- ミニストップ神田錦町1丁目店 - 同所はイオンフィナンシャルサービス・イオンクレジットサービスも登記上本店としている。
- 北日本銀行東京支店
- もみじ銀行東京支店
- 株式会社インソース
- 神田橋公園

### 神田錦町二丁目
- KANDA SQUARE - 2012年3月まで東京電機大学神田キャンパスの1号館と7号館と11号館が所在していた（神田錦町2-2）場所の再開発事業。2020年9月4日開業。もと旗本蒔田氏の屋敷跡で、維新後に山階宮晃親王邸となっていたのを三菱が買収して三菱商業学校（のちに明治義塾と改称）を開いた。その後1885年（明治18年）に英吉利法律学校の校地となり、1926年（大正15年）まで中央大学（英吉利法律学校→東京法学院→東京法学院大学→中央大学と校名が変遷）が使用した。この地に電機学校（現：東京電機大学）が入った後は中央大学の校地は神田駿河台へ移転。
- リーダーメディアテクノ

### 神田錦町三丁目
- 神田税務署（明治24年板垣退助暗殺未遂事件の起きた場所）
- 神田警察署
- 学士会館
- 錦城学園高等学校
- 正則学園高等学校
- テラススクエア
- オーム社
- 川重商事東京本社（登記上の本店は神戸市中央区）
- 竹尾本社
- 都自動車
- フォーバル（本社は渋谷区神宮前）
- フォーバルテレコム
- 精興社神田事業所（本社は青梅市）
- 日刊建設通信新聞社
- 文化通信社
- ほぼ日（「TOBICHI」併設）
- キンキン広場 - 都市再生機構が無料開放している広場

### かつて存在した施設
学校

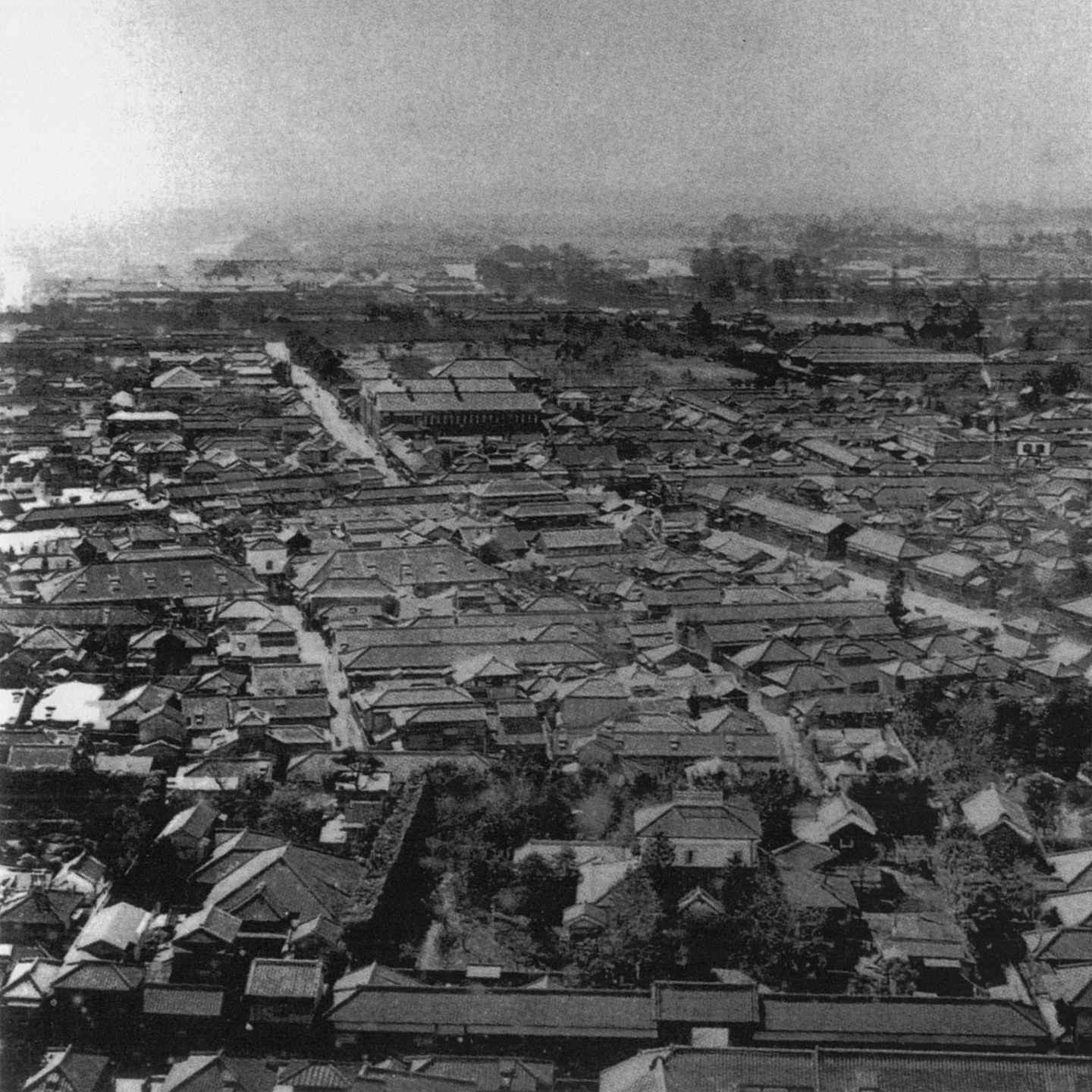
明治中期の神田錦町

神田錦町は、かつて各種の学校が置かれていた場所である。
- 開成学校・大学南校・東京大学
- 学習院：1877年（明治10年） - 1888年（明治21年）
- 三菱商業学校（明治義塾）：1878年 - 1884年・旧慶應義塾大学分校
- 東京法学校（現法政大学）：1880年 - 1884年
- 英吉利法律学校・東京法学院・中央大学：1885年 - 1926年（大正15年）
- 錦城学校・錦城学校尋常中学校：1889年（明治22年） - 1963年（昭和38年）
- 私立鉄道学校：1897年（明治30年） - 1901年（明治34年）
- 明治大学錦町分校：1903年 - 1912年
- 東京工科学校・東京工業学校・東京高等工科学校：1911年 - 1948年
- 東京植民貿易語学校・東京保善商業学校（夜）：1916年 - 1924年
- 東京高等受験講習会：1918年（大正7年） - 1927年（昭和2年）
- 東京保善商業学校（昼）：1923年 - 1924年
- 電機学校・東京電機大学高等学校・東京電機大学短期大学・東京電機大学：1908年（明治41年） - 1912年（大正元年）、1914年（大正3年）- 2012年（平成24年）3月

企業
- 合資会社練木不動産商会 - 本店は神田区錦町3丁目[16]。目的は土地建物売買並びに其の仲介[16]。設立の年月日は1913年（大正2年）1月23日[16]。無限責任社員は秋谷平兵衛で、出資金は500円[16]。有限責任社員は練木市左衛門で、出資金は500円[16]。

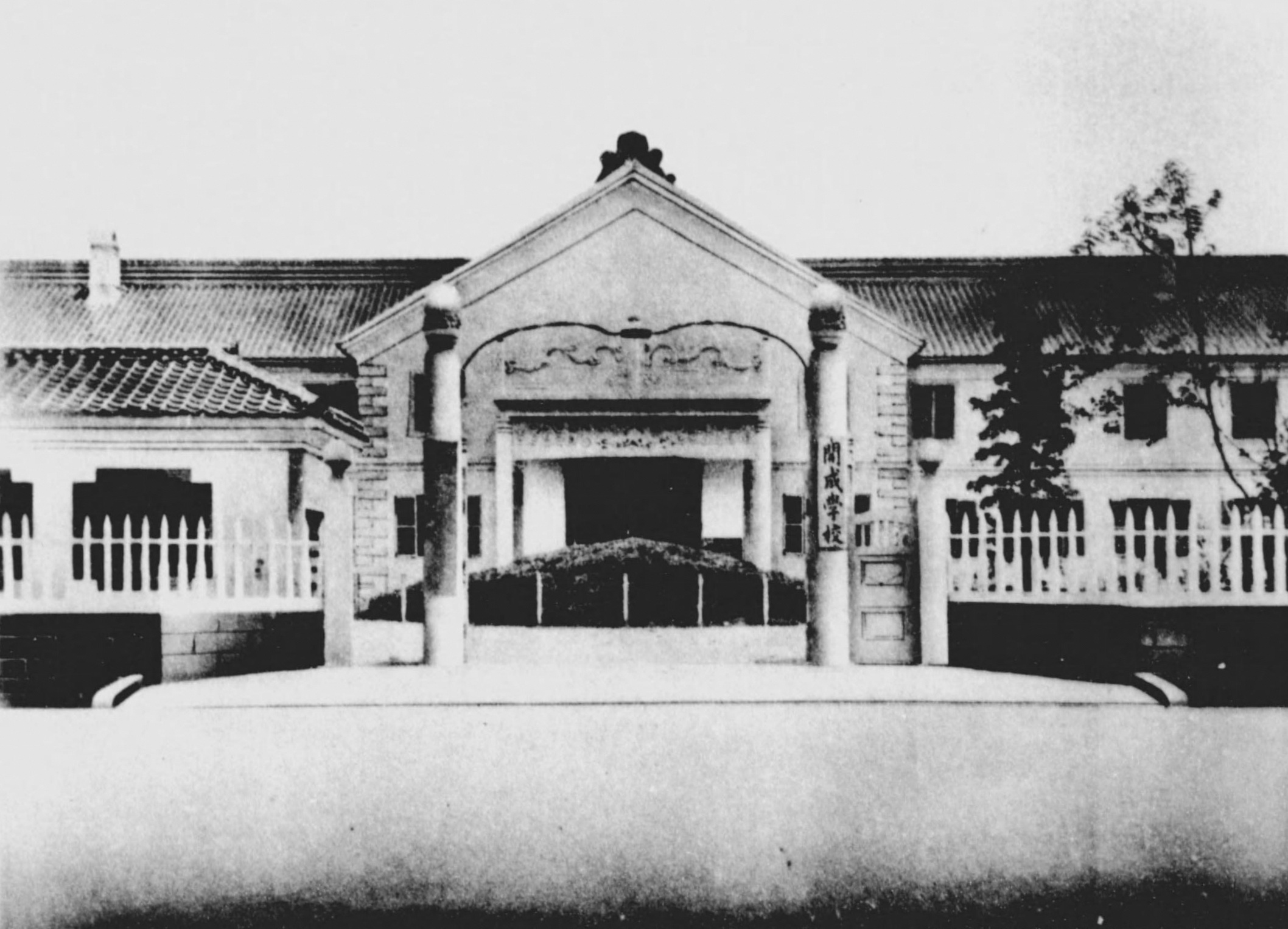
開成学校
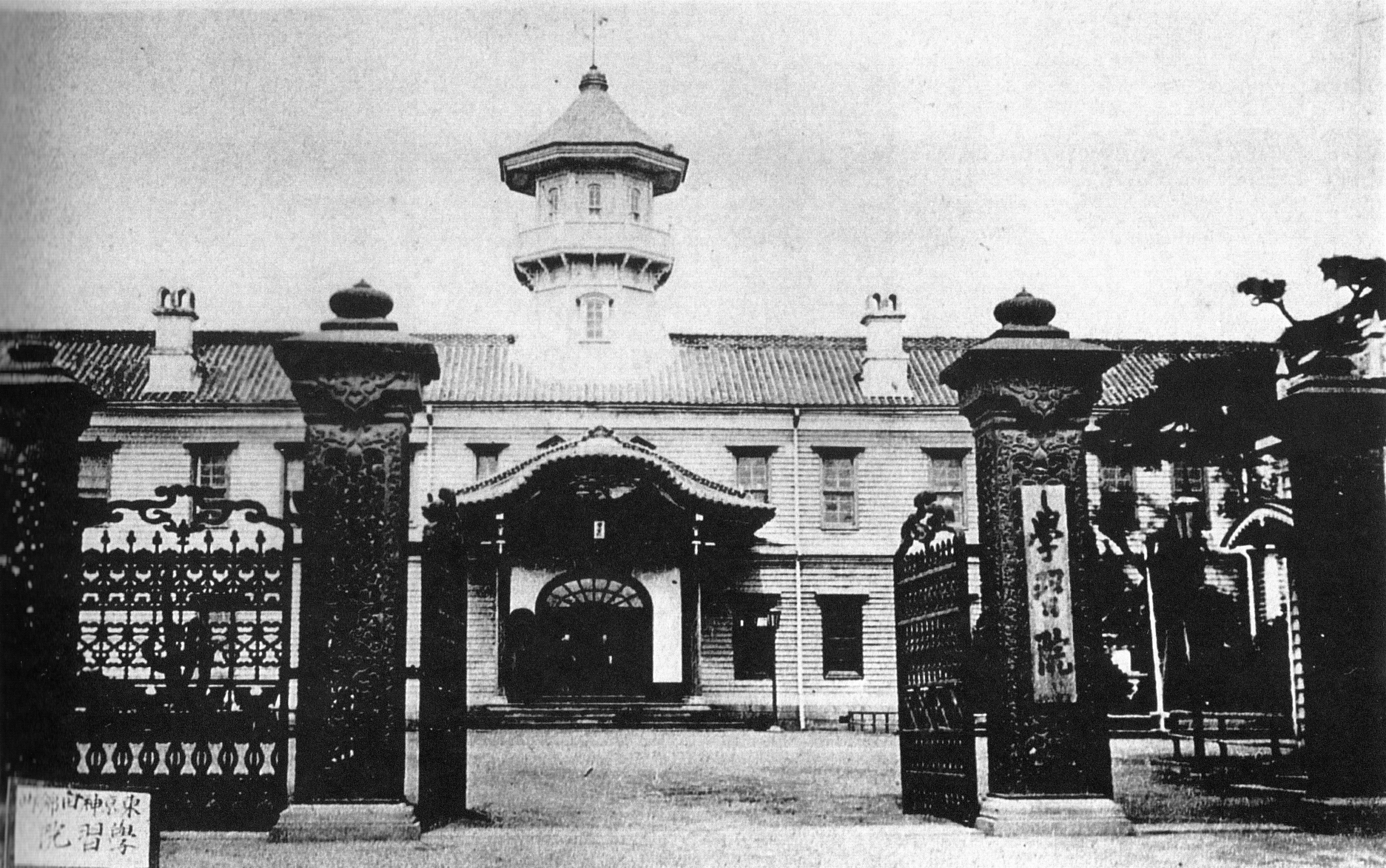
学習院
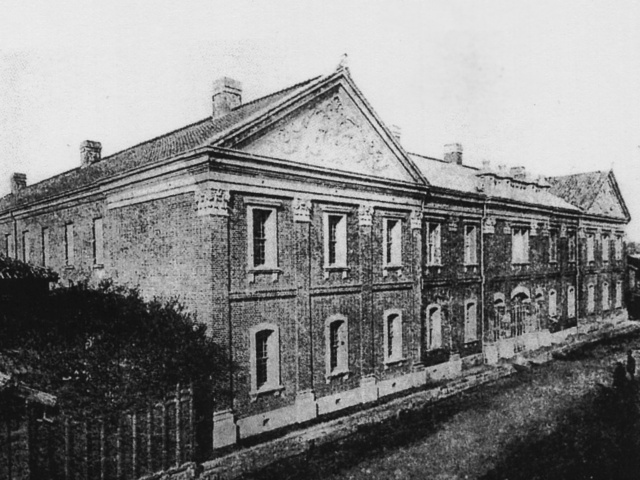
英吉利法律学校
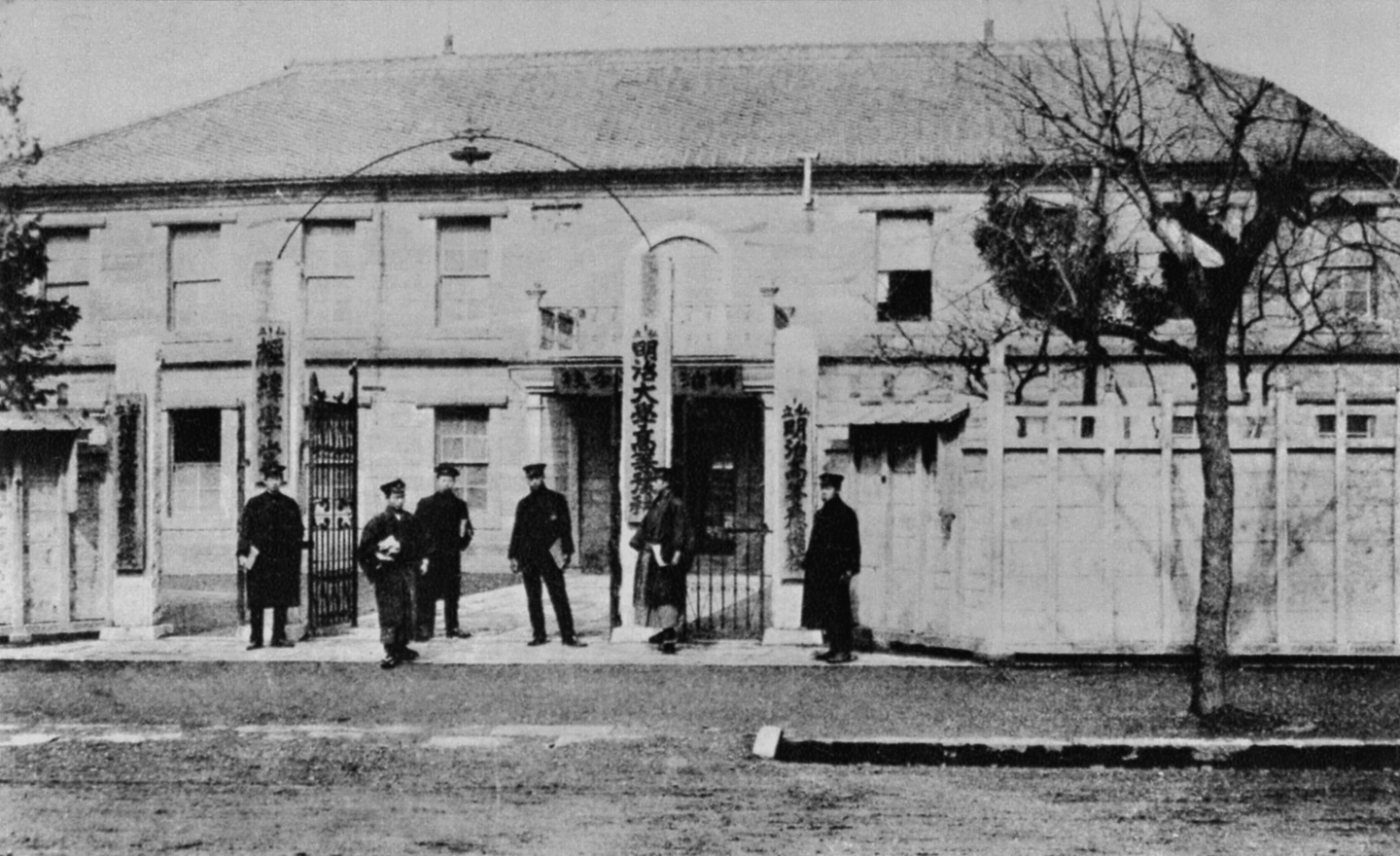
明治大学錦町分校

## その他

### 日本郵便
- 郵便番号 : 101-0054[4]（集配局 : 神田郵便局[17]）。